# Lucio di Alessandria
Lucio detto l'ariano (fl. IV secolo) fu il dodicesimo Papa della Chiesa copta (massima carica del Patriarcato di Alessandria d'Egitto), dal 375 al 378. Le Chiese cattolica, copta e ortodossa lo considerano un usurpatore.

## Primo vescovado
Dopo la morte del vescovo ariano Giorgio e il ritorno di Atanasio, i fedeli ariani furono scacciati dalle chiese, nuovamente addette al culto del credo niceno, e si ritrovarono a celebrare le proprie cerimonie in segreto. In tale frangente Lucio fu eletto come leader della fazione ariana di Alessandria.
Alla morte dell'imperatore Giuliano, avvenuta nel 363, quest'ultimo chiese al suo successore, Gioviano l'allontanamento dal soglio patriarcale di Atanasio, non riuscendo tuttavia nel suo intento per l'ostilità manifestata dal nuovo imperatore verso il movimento ariano.  Alla salita dell'ariano Valente al soglio imperiale d'oriente nel 364 le speranze di Lucio si ravvivarono tanto che, speranzoso, rivolse una nuova richiesta a Costantinopoli. Il nuovo imperatore non ritenne tuttavia opportuno sostituire Atanasio mentre questi era ancora in vita. Lucio fu comunque nominato vescovo di Samosata, ruolo che occupò per nove anni, pur officiando la propria fede tra una popolazione, per larga misura, poco incline all'arianesimo.

## Elezione a patriarca
Nel 373 Atanasio morì e la gerarchia ecclesiastica elesse Pietro II come nuovo patriarca della città. Valente inviò allora Lucio, accompagnato da Euzoio, patriarca ariano di Antiochia, con il decreto che prevedeva la deposizione di Pietro (che fu imprigionato) l'elezione di Lucio come nuovo patriarca.  Questi, come il suo predecessore Giorgio pose in essere una dura repressione dei cristiani di credo niceno, specialmente se religiosi, e cacciò i fedeli non ariani dalle chiese. Pietro, riuscendo a fuggire, si era intanto rifugiato a Roma, dove ebbe l'appoggio di papa Damaso I. Quest'ultimo, raggiunto dalla notizia della morte di Valente, alla fine del 377 inviò Pietro II ad Alessandria con un decreto che ne confermava l'elezione a patriarca. Lucio, privato degli appoggi politici e militari, dovette quindi abbandonare la cattedra vescovile e lasciare, dopo poco, Alessandria

## Opere
Le sue opere, fatta eccezione per qualche stralcio annotato a margine di altri manoscritti, non sono giunte fino a noi. Sofronio Eusebio Girolamo riferisce che Lucio fu autore di una serie di libelli a difesa del credo ariano e di Solemne de Paschate Epistolae, opera citata negli atti del Concilio Lateranense del 649.

## Collegamenti
- Cronostassi del patriarcato di Alessandria, su fordham.edu.